# 新井益太郎
新井 益太郎（あらい ますたろう、1921年11月28日 - 2009年4月12日 ）は、日本の会計学者。1985年から1990年まで日本簿記学会会長。第13期・第15期日本学術会議会員。成蹊学園名誉理事、成蹊大学名誉教授。

## 経歴
静岡県浜松市生まれ。1940年静岡県立浜松第二中学校（現静岡県立浜松西高等学校）卒業。東京商科大学（現一橋大学）専門部卒業後、商業学校教師を経て、1946年東京商科大学学部入学、1949年同卒業、後に同大研究科修了。その間1948年太田哲三退官により岩田巌ゼミナールに移籍。1981年11月経営学博士。
1952年10月茨城大学文理学部専任講師、後に同大助教授。1956年4月明治学院大学経済学部助教授、1958年4月成蹊大学政治経済学部助教授、1963年4月同教授、1968年4月同大経済学部教授、同学部評議員や同大図書館長を経て、1976年4月から1979年3月まで同大経済学部長・大学院経済学経営学研究科長、1980年2月から1990年3月まで成蹊学園専務理事。1985年から1990年まで日本簿記学会会長、1990年から1999年まで同学会顧問、1990年から1991年まで日本原価計算研究学会会長。1990年4月成蹊学園名誉理事・成蹊大学名誉教授。後に1993年まで中京大学教授。この間東京女子大学、明治大学、中央大学、日本大学、専修大学、沖縄国際大学等で教鞭をとる。
1996年叙勲三等授瑞宝章。
財団法人産業経理協会理事長、不動産鑑定士試験委員、税理士試験委員、大蔵省企業会計審議会臨時委員、社団法人全国経理学校協会学術顧問等も歴任。